# Danae calcarata
Danae calcarata es una especie de coleóptero de la familia Endomychidae.

## Distribución geográfica
Habita en la Provincia del Cabo (Sudáfrica).